# 女超人 (第二季)
《女超人》第二季（英語：Supergirl Season 2）是一部美國超級英雄動作冒險電視劇，劇集以DC漫畫中之女超人角色改編而來；由製片人艾莉·安德勒和兩位綠箭宇宙開發者葛瑞格·貝蘭提和安德魯·克瑞斯伯格合作開發。2016年5月12日，華納電視公司宣布因製作費用過高、收視未達CBS標準之緣故，於是將本劇轉接至The CW續訂第二季，並於2016年10月10日首播。

## 簡介
本季故事內容承接上一季結尾，卡拉從外星侵略者手中拯救地球後，使人類和外星人兩個集體互相接納，同時也讓她開始應對新的威脅，其中包括反外星人的神秘組織「卡德摩斯」。

## 演員

### 主要演員
- 梅莉莎·班諾伊 飾演 卡拉·佐-艾爾／卡拉·丹佛斯／女超人
- 麥卡德·布魯克斯（英语：Mehcad Brooks） 飾演 詹姆斯·奧爾森
- 凱樂·利 飾演 艾莉絲·丹佛斯（英语：Alex Danvers）
- 傑雷米·喬丹 飾演 溫·肖特
- 克里斯·伍德 飾演 蒙艾（英语：Lar Gand）
- 芙蘿莉安娜·利瑪 飾演 瑪姬·索耶（英语：Maggie Sawyer）
- 大衛·哈伍德（英语：David Harewood） 飾演 喬恩·瓊茲／火星獵人 & 漢克·亨肖（英语：Hank Henshaw）

### 常設演員
- 凱蒂·麥克格雷斯 飾演 莉娜·路瑟（英语：Lena Luthor）
- 安卓莉亞·布魯克斯（英语：Andrea Brooks） 飾演 伊芙·泰絲馬克（英语：Eve Teschmacher）
- 布蘭妲·史壯（英语：Brenda Strong） 飾演 莉莉安·路瑟
- 卡莉絲塔·佛克哈特 飾演 凱特·葛蘭特（英语：Cat Grant）
- 伊恩·戈麥茲（英语：Ian Gomez） 飾演 史奈普·卡爾（英语：Snapper Carr）
- 琳達·卡特 飾演 奧莉維亞·瑪斯汀
- 莎朗·莉爾 飾演 梅根·摩絲／火星小姐
- 狄恩·肯恩 飾演 傑瑞麥·丹佛斯
- 譚金·默錢特（英语：Tamzin Merchant） 飾演 萊拉·史崔德
- 泰莉·海契 飾演 瑞雅女王
- 凱文·索伯（英语：Kevin Sorbo） 飾演 拉爾·甘德國王

### 客串演員
- 佛德瑞克·施密特 飾演 約翰·科本／金屬人（英语：Metallo）
- 迪辰·拉克曼 飾演 維羅妮卡·辛克萊／輪盤女（英语：Roulette (DC Comics)）
- 威廉·麥鮑瑟 飾演 魯迪·瓊斯／寄生蟲（英语：Parasite (comics)#Rudy Jones）
- 小維克多·金科 飾演 菲利普·卡諾斯基／彈幕者
- 海倫·史萊特（英语：Helen Slater） 飾演 伊莉莎·丹佛斯
- 哈莉·奎茵·史密斯 飾演 伊茜·威廉斯
- 彼得·蓋迪特（英语：Peter Gadiot） 飾演 怪傑先生（英语：Mister Mxyzptlk）
- 拉胡爾·寇理（英语：Rahul Kohli） 飾演 傑克·斯菲爾
- 洛尼·查維斯（英语：Lonnie Chavis） 飾演 馬庫斯

### 特別演出
- 泰勒·霍奇林 飾演 凱·艾爾／克拉克·肯特／超人
- 格蘭特·古斯汀 飾演 貝瑞·艾倫／閃電俠
- 卡洛斯·瓦德斯（英语：Carlos Valdes (actor)） 飾演 西斯科·拉蒙／震波（英语：Vibe (comics)）
- 達倫·克里斯 飾演 音樂大師
- 馬克·吉本（英语：Mark Gibbon） 飾演 薩德將軍

## 集數
| 總集數 | 集數 （季） | 標題                                        | 導演                        | 編劇                                                                                    | 首播日期       | 製作 代碼 | 美國收視人數 （百萬） |
| --- | ----------- | ------------------------------------------- | --------------------------- | --------------------------------------------------------------------------------------- | -------------- | --------- | --------------------- |
| 21 | 1           | 女超人歷險記 The Adventures of Supergirl    | 葛倫·溫特                   | 劇本創作 ：葛雷格·波蘭提 & 安德魯·克瑞斯伯格 故事構思 ：安德魯·克瑞斯伯格 & 潔西卡·奎勒 | 2016年10月10日 | T13.20151 | 3.06                  |
| 卡拉在迫降的太空艙中找到一位昏迷中的外星男子，將他交給行動局看護後，隨後開始應對選擇下一個職位以及與詹姆斯的約會。當一架乘坐200名乘客的民用航天飛機「冒險號」飛出大氣層不久發生引擎失事時，卡拉只能打斷約會著裝上陣。身在大都會的克拉克·肯特看到新聞後也前去支援，而卡拉首次和自己的表弟營救所有乘客。克拉克來到行動局大受歡迎，儘管他和喬恩合不來。溫調查出爆炸是有人蓄意安排，刺殺原本要參加試飛的莉娜·路瑟，她身為雷克斯·路瑟同父異母的妹妹，當時正想辦法將雷克斯的企業改頭換面。受雷克斯雇用的刺客約翰·科本，調用無人機去襲擊莉娜的直升機卻被卡拉和克拉克制止後，不甘心之下繼續襲擊莉娜將公司更名為「L企業」的發表會現場。卡拉和克拉克聯手支撐起即將倒塌的公司大樓，科本打算近距離刺殺莉娜時，艾莉絲和他近身搏鬥卻被挾持。正當卡拉沒辦法對科本攻擊時，莉娜見義勇為拿槍打傷科本而救下艾莉絲，讓在場所有人消除對她的質疑。卡拉自從事情之後受到啟發，決定和克拉克一樣去當記者，獲得凱特的贊許，同時與詹姆斯保持好朋友的關係。之後，重傷的科本最後被秘密送至「卡德摩斯計畫」的設施中，被一位神秘女科學家注入血清，改造成為一個稱作金屬人的超人類。 |             |                                             |                             |                                                                                         |                |           |                       |
| 22 | 2           | 最後的氪星子民 The Last Children of Krypton | 葛倫·溫特                   | 羅伯特·羅夫諾 & 凱特琳·帕瑞席                                                           | 2016年10月17日 | T13.20152 | 2.66                  |
| 卡拉和克拉克一起維護正義數日，後來得知他即將搬回大都會，就連轉行記者的第一天，被自己尖酸刻薄的新上司史奈普·卡爾趕出集體。卡拉在受委屈之下，得知凱特也即將離開公司到別處發展，而開始動搖是否要繼續留在國際市的信心。一晚，卡拉和克拉克執行最後一次任務時，卻遭遇被改造成金屬人的科本的攻擊。由於卡拉戰鬥時受傷，克拉克為此對喬恩大發雷霆，而喬恩也承認氪星石在數月前遭人盜竊。這時，卡德摩斯組織首次用電視直播現身，聲言會消滅所有外星人，並派出另一個以相同方法改造的金屬人破壞大都會。艾莉絲借溫的幫助找到行動局內部將氪星石走私出去的間諜，但卡德摩斯的人卻突然現身殺死間諜，試圖說服艾莉絲為他們賣命；但艾莉絲並沒有屈服，也在最後成功脫身。之後，溫幫忙製造防護氪石的戰甲，而卡拉和克拉克兵分兩路，同時在國際市和大都會對抗兩個金屬人。在艾莉絲和喬恩的共同幫助下，科本與另一個金屬人都遭到擊敗，而卡拉發誓一定會找出卡德摩斯。最後，喬恩決定將氪星石還給克拉克處置，而克拉克對卡拉告別後回去大都會。凱特臨走前最後給卡拉幾句忠言，而卡拉也成功在史奈普面前以實力得到位置。當卡拉回去看望沉睡的外星男子時，男子突然間睜開雙眼，開始攻擊身邊的卡拉… |             |                                             |                             |                                                                                         |                |           |                       |
| 23 | 3           | 地球歡迎你 Welcome to Earth                 | 瑞秋·塔拉蕾                 | 潔西卡·奎勒 & 德瑞克·賽門                                                               | 2016年10月24日 | T13.20153 | 2.66                  |
| 外星男子直接跑出行動局消失無蹤，而這時美國總統奧莉維亞·瑪斯汀造訪國際市，而她卻在剛下飛機的一刻就遭到不明外星人的火焰襲擊。事後，所有人一致認為這是外星男子所為，而艾莉絲在現場結識一個專門辦理外星人案件的國際市警探瑪姬·索耶，跟她一起合作辦案而走進一間外星人聚集的秘密酒吧去問消息。溫發現該外星男子是達薩姆星人，並發現他試圖跟自己老家行星取得聯繫；卻不知道達薩姆星早因為氪星毀滅受牽連而淪為荒漠死星。卡拉直接到場抓獲他，也因為氪星和達薩姆星長久以來保持惡劣關係而敵視著他。隔天，在瑪斯汀進行簽署《外星人赦免法案》的發佈會上，同樣的火焰再度襲來，而所有人發現真正罪犯其實是一個善用火焰的外星女子。最後，卡拉、艾莉絲和瑪姬聯手擊敗她，而卡拉也對達薩姆男子表示之前不尊重的歉意，也正式與他握手相和。男子自我介紹名為蒙艾後，卡拉也只能對他通報達薩姆星滅亡的絕望消息。另一邊，詹姆斯上任總裁後同樣受到史奈普的欺壓，但在卡拉的安慰下，詹姆斯成功奪回公司控制權。而卡拉得到機會去採訪莉娜時，卻得知她的公司正在研發一種能夠在公共場所偵測出外星人的基因識別儀器。喬恩以火星人的面孔走進酒吧時，卻遇見另一個名為梅根·摩絲的女性緑火星人。 |             |                                             |                             |                                                                                         |                |           |                       |
| 24 | 4           | 倖存者 Survivors                            | 詹姆斯·馬歇爾 詹姆斯·班福德 | 寶拉·尤 & 艾瑞克·卡拉斯科                                                               | 2016年10月31日 | T13.20154 | 2.22                  |
| 一具外星人屍體被棄屍在車後備箱中，艾莉絲和瑪姬合作找到同身為外星人的兇手，剛要對牠進行逮捕就目睹牠一個不明軍隊帶走。後來，艾莉絲和瑪姬喬裝打扮參加一間富人聚集的地下搏擊俱樂部，發現俱樂部女主人是人稱「輪盤女」的維羅妮卡·辛克萊；她專挑外星人參加生死決鬥，當作富人的賭博競技項目。艾莉絲發現在角鬥場裏打鬥的包括梅根·摩絲，於是聯絡卡拉來解決，但維羅妮卡派出一個力大無窮的外星人卓嘎來干涉卡拉，並暗中逃跑。之後，喬恩希望能說服梅根不要繼續參與打鬥，但得知她因為同樣經歷過種族滅絕，而打算通過打鬥來生存。這時，維羅妮卡將喬恩和梅根拿下後扔進角鬥場裏，讓兩個最後的緑火星人進行單挑，但梅根最後還是在喬恩的點醒下徹底清醒。卡拉通過莉娜提供的情報得知新搏擊場的位置，沖進來後再次和卓嘎對抗時，找到牠的弱點而擊敗牠。艾莉絲和瑪姬帶警察沖進來，而其他參加打鬥的外星人被卡拉說服後，齊心協力幫忙逮捕維羅妮卡；但維羅妮卡最後還是在高層人士罩身之下被無罪釋放。之後，卡拉決定將地球知識親自傳授給蒙艾，艾莉絲本想邀請瑪姬喝一杯，但發現她當時心有歸屬。喬恩和梅根釋盡前嫌後希望往後能多多在一起，但喬恩所不知道的是，梅根實為一名偽裝成緑火星人樣子的白火星人。 |             |                                             |                             |                                                                                         |                |           |                       |
| 25 | 5           | 交火 Crossfire                              | 葛倫·溫特                   | 蓋博瑞·拉納斯 & 安娜·馬斯基·古德溫                                                      | 2016年11月7日  | T13.20155 | 2.47                  |
| 一夥三人組成的搶劫犯打劫銀行時，手持高級外星武器導致卡拉束手無策，而詹姆斯也眼睜睜看著自己父親的相機被他們摧毀。卡德摩斯組織再次現身，利用這件事呼籲民眾遠離外星人，卡拉由此推斷組織策劃搶劫來賊喊捉賊。卡拉幫蒙艾建立人類身份，還幫他在凱特企業找一個工作，但後來發現他根本不重視自己的好意，工作的第一天就因狂妄放肆的個性而被趕出去。艾莉絲後來教育卡拉說應該讓蒙艾選擇屬於他自己的路，並決定接受自己的忠言而對心儀的瑪姬坦白自己其實也喜歡女孩。詹姆斯自從搶劫案後大受感悟，決定也要像卡拉一樣為世界出一份力，於是扮成黑衣俠客試圖獨自抓捕三個搶劫犯。溫從監控錄像發現詹姆斯的行徑，一開始本來堅決反對，但被他說服下還是決定暗中協助他。莉娜舉辦一場募捐派對並邀請卡拉來捧場，但三名搶劫犯卻手持更多外星武器跑來搶珠寶。莉娜暗中啟動一種裝置，讓搶劫犯們的外星武器全部解體，跑出來後對卡拉她們透漏，這場募捐其實是自己為幫忙抓捕搶劫犯所設下的圈套。隔天，三名搶劫犯在移送審判前，由於知情組織的事情而在警察面前集體遭滅口。當卡拉化身女超人去找莉娜致謝時，發現莉娜的母親莉莉安·路瑟也前來探望，而卡拉卻渾然不知，莉莉安就是卡德摩斯的神秘女科學家。 |             |                                             |                             |                                                                                         |                |           |                       |
| 26 | 6           | 瞬息萬變 Changing                           | 賴瑞·鄧                     | 劇本創作 ：葛雷格·波蘭提 故事構思 ：安德魯·克瑞斯伯格 & 凱特琳·帕瑞席                   | 2016年11月14日 | T13.20156 | 2.43                  |
| 一夥致力於解決全球暖化的科學小組在挪威極地研究站中，試圖解剖一個凍存五千年卻還保持體溫的雪狼屍體時，不慎釋出藏在屍體中的一個外星寄生蟲。組長魯迪·瓊斯被寄生蟲強行附體後，開始通過觸碰來吸食他人的生命力，而行動局通過研究站的錄影畫面得知他吸幹其他組員。卡拉和喬恩得知魯迪本身看不上人類破壞大自然，於是試圖搶在魯迪對人類實施報復前制止他。然而，魯迪通過雙手吸收卡拉和喬恩的超能力與生命力，變成一個更加強大的變異怪物。而險些遭到吸幹的卡拉被救回靜養，但喬恩卻落下嚴重傷勢，艾莉絲在情急之下只好請來梅根幫忙輸血，梅根只好冒著血型不合的危險而捐血救活喬恩。這時，魯迪開始在城市作亂時，詹姆斯換上溫研製的含有鉛元素的蒙艾面戰甲，與趕到的蒙艾一同全力對抗它。而恢復體力的卡拉沖到核電站拿來具有高度輻射的核原料，讓魯迪吸收過量而自爆，卡拉感謝蒙艾的挺身而出後，卻沒法透視出戰甲裏的詹姆斯。隔天，城市將蒙艾面俠客起名為「守護者」，而詹姆斯也希望溫幫忙隱瞞自己的身份。這時，艾莉絲對卡拉坦白自己的性意向後跑去和瑪姬告白，但瑪姬決定和艾莉絲保持好友關係，而艾莉絲在頭一次受到拒絕下痛哭一場。這時，蒙艾獨自在街頭散步時，被莉莉安擒獲帶去卡德摩斯組織。 |             |                                             |                             |                                                                                         |                |           |                       |
| 27 | 7           | 黑暗煉獄 The Darkest Place                  | 葛倫·溫特                   | 羅伯特·羅夫諾 & 寶拉·尤                                                                 | 2016年11月21日 | T13.20157 | 2.63                  |
| 詹姆斯化身守護者雖然立下不少功，但一名神秘機槍手卻尾隨殺死他剛剛抓獲的嫌犯，導致他被當成兇手而遭到通緝。卡拉得知蒙艾被綁架，獨自來到卡德摩斯據點，卻遭到本已死去多年的真漢克·亨肖襲擊而擒獲，發現他如今受改造成為「生化超人」。莉莉安現身解釋是為了守護女兒莉娜不被外星人誘惑，並用蒙艾的性命逼迫卡拉耗盡超能力變成普通人，最後對她採集部分血液。不久，卡拉和蒙艾突然被失蹤多年的養父傑瑞麥解救出去，但他拒絕跟卡拉一起逃走，選擇繼續留在組織內部臥底。卡拉帶著蒙艾逃回行動局療傷並恢復超能力，艾莉絲帶隊回去設施時卻發現早已人去樓空。另一方面，詹姆斯發現機槍手的目標全是鑽法律漏洞而逍遙法外的人，於是通過第一名被害者發現他真實身份為菲利普·卡諾斯基；其動機也只是為遭殺害的妻子復仇。詹姆斯在菲利普剛要對下一個目標實施處刑前制止他，並在警察面前洗刷冤屈。喬恩康復期間突然發現自己身體逐漸不適，直到驗血時才發現為自己輸血的梅根是白火星人，在憤怒下將她抓回行動局關押，但從她瞭解到自己因為血型不合而即將轉化為白火星人。蒙艾療傷時逐漸對救自己一命的卡拉產生好感，而艾莉絲也進一步與瑪姬化解之前的尷尬。這時，亨肖來到孤獨堡壘，用卡拉的血冒充其身份而打算瞭解「美杜莎計畫」。 |             |                                             |                             |                                                                                         |                |           |                       |
| 28 | 8           | 美杜莎 Medusa                               | 史蒂凡·帕希森斯基           | 潔西卡·奎勒 & 德瑞克·賽門                                                               | 2016年11月28日 | T13.20158 | 3.53                  |
| 亨肖奪來能夠殺死外星人的氪星病毒「美杜莎」在酒吧中發動襲擊，蒙艾因此受到牽連而被送醫靜養，前來過感恩節的伊莉莎也來到行動局幫忙。卡拉於是來到孤獨堡壘調查美杜莎的資料，得知病毒是為了抵禦氪星的威脅而研製，最後甚至發現研發者就是自己的生前父親佐·艾爾。這時，亨肖來到L企業大樓打算取得能夠將病毒武器化的同位素，卡拉到場後為了保護莉娜而使得亨肖逃跑。之後，卡拉試圖叫莉娜提防母親莉莉安的真面目，莉娜一開始不相信，但後來還是跟母親證實這件事。莉娜對母親表示自己願意合作，和她一同來到碼頭發射一顆滿載美杜莎病毒的導彈發射至空中，卡拉阻止不及後立刻去追逐導彈，而喬恩與亨肖對打時被迫現出白火星人形態。導彈在空中爆炸後開始擴散病毒，但城市裏所有外星人卻安然無恙，而一切歸功於莉娜抗拒母親誘惑而暗中讓病毒失去效力。警察趕到現場後逮捕莉莉安，但亨肖還是逃之夭夭。伊莉莎用相同方法治好了蒙艾，並用美杜莎病毒清除喬恩體內的白火星人元素而使他恢復正常，但她也剛好感覺到蒙艾心儀著卡拉。艾莉絲在自己的出櫃得到母親的稱讚與允許後，和瑪姬正式成為一對情侶。不久，貝瑞·艾倫陪同著西斯科·拉蒙艾再次穿越宇宙來到卡拉面前，說他們的世界即將面臨大危機而急需她的幫助……註：此集作為綠箭宇宙2016年四劇連動的《入侵！》的首集，而女超人的故事會在《閃電俠》第三季第八集、《綠箭俠》第五季第八集、以及《明日傳奇》第二季第七集的同名集數中延續。 |             |                                             |                             |                                                                                         |                |           |                       |
| 29 | 9           | 女超人重生 Supergirl Lives                  | 凱文·史密斯                 | 劇本創作 ：安德魯·克瑞斯伯格 故事構思 ：艾瑞克·卡拉斯科 & 潔絲·卡多斯                   | 2017年1月23日  | T13.20159 | 2.65                  |
| 卡拉幫忙協尋一位名叫伊茜·威廉斯的失蹤女孩時，追查到一家假冒臨床試驗的診所，並發現該診所其實是外星人所開辦。卡拉和蒙艾跟著外星醫生穿越一道傳送門後，蒞臨以販賣奴隸聞名的瑪多利亞星，而星球的紅色太陽使她們無法使用超能力。卡拉從一個本地居民喬·甘拉夫口中得知，被抓走的人類已經全部被帶到城堡中，卡拉和蒙艾只好冒著風險走進去、投降，和所有受害者關在一起。卡拉從受害者中找到伊茜，得知當初經營外星人格鬥場的維羅妮卡是他們的供應者。在地球，艾莉絲因為卡拉的失蹤而心急如焚，由於喬恩無法在瑪多利亚星呼吸，艾莉絲只好讓溫一同穿越到另一邊參與救援。這時，一名支配星人出價買下卡拉等人，而卡拉將自己做肉盾來讓其他人反抗後逃出牢房，蒙艾在逃跑的過程中目睹支配者星人任由自己逃跑。當卡拉和艾莉絲等人回合時，艾莉絲用一個製造黃色太陽的裝置，讓卡拉恢復超能力殲滅所有尾隨的敵軍，所有人包括隨行的喬一同穿越回地球。事後，伊茜和母親團圓，卡拉將經歷寫成新聞故事，而大受感悟的蒙艾打算一起成為英雄。艾莉絲和瑪姬的感情更進一步時，瑪姬從這件事得知卡拉是女超人。但後來，兩個神秘外星領袖得到他們的支配星人大使的資訊來到瑪多利亞星尋找蒙艾，得知他身在地球後便屠殺在場所有人。註：此集標題取自凱文·史密斯親自編寫、但未被採用的電影劇本《超人重生》。                                                                                        |             |                                             |                             |                                                                                         |                |           |                       |
| 30 | 10          | 英雄集結 We Can Be Heroes                   | 蕾貝卡·約翰森               | 凱特琳·帕瑞席 & 凱蒂·蘿絲·羅傑斯                                                        | 2017年1月30日  | T13.20160 | 2.35                  |
| 「電女郎」萊絲莉·威利斯從監獄中脫逃，隔天便出現在國際市警察局中大肆破壞，卡拉帶著剛通過英雄訓練的蒙艾一同去緝拿她時，仔細一看卻發現面前的電女郎並不是萊絲莉，之後還出現另一名擁有相同電荷能力的男子。在戰鬥中，蒙艾忽視卡拉的命令而丟下旁觀的警察跑去幫卡拉，而守護者這時現身幫忙救援，卻因為蒙艾的一時失誤而撞昏在警車上。兩個電荷人逃跑後，卡拉發現詹姆斯是守護者，回去後立即對他與溫的“自找麻煩”的行為大罵一通，也斥責不服從自己命令的蒙艾。但後來，行動局用監獄監視錄像中得知萊絲莉其實是遭人劫獄，詹姆斯和蒙艾兩人為了向卡拉證明自己而獨自前去，發現萊絲莉被一個瘋狂科學家提取出身體電荷後，供給自己的兩個實驗對象後作為武器。兩人被擒獲而即將成為實驗品，卡拉出面救下他們後，詹姆斯和蒙艾擊敗兩個電荷人。卡拉釋放萊絲莉後與她一同抓獲科學家，並感覺到萊絲莉其實人性本善，最後說服萊絲莉停止暴行後將她放走。事後，卡拉雖然諒解詹姆斯的行為，但還是拒絕他打算結盟的請求，而蒙艾也開始對卡拉敞開心胸。另一邊，梅根遭受某種精神攻擊而性命不保，喬恩只好壓住怨恨而通過記憶浮動連結來救她，並在梅根的意識中寬恕她的所為。梅根最後恢復清醒，但她卻感覺到自己的同族人正在尋找她。 |             |                                             |                             |                                                                                         |                |           |                       |
| 31 | 11          | 火星編年史 The Martian Chronicles           | 大衛·麥奎德                 | 蓋博瑞·拉納斯 & 安娜·馬斯基·古德溫                                                      | 2017年2月6日   | T13.20161 | 2.43                  |
| 卡拉準備慶祝自己蒞臨地球的十三週年慶時，卻得知艾莉絲因為要和瑪姬去聽演唱會而即將失約，加上對拒絕蒙艾的表白而感到十分失落。梅根剛回去工作不久遇上自己在火星上的配偶阿瑪克，得知他準備帶自己回去火星接受叛國處置。阿瑪克限她在兩個小時之內投降，梅根對選擇留下或離去而感到捉摸不定，喬恩因為擔心她而把她接到行動局中保護。然而，另一個梅根來到基地時，眾人才發現站在喬恩身邊的梅根為阿瑪克變形冒充，喬恩為了防止他逃跑而封鎖整個行動局。之後，所有人發現阿瑪克已經變形成溫，並得知他通過溫的大腦中的知識，開啟基地核反應堆的自毀程序。卡拉前去關閉時，突然注意到身邊的艾莉絲也是另一個白火星人所冒充，於是和她發生一場惡戰。喬恩和梅根解救真正的溫和艾莉絲後，趕到反應堆前和卡拉一同作戰，兩人最後聯手殺死阿瑪克。艾莉絲槍殺另一個白火星人後，溫成功關閉反應堆，而基地封鎖也就此解除。事後，梅根決定不再逃避而做出重大決定，選擇回去火星尋找自己種族的其他善類，藉以終結星球上的滅族戰爭。喬恩最後尊重她的選擇，與梅根以心靈感應道別後看著她離去。另一邊，艾莉絲選擇陪卡拉度過週年慶，並希望卡拉也能和蒙艾敞開心胸。但隔天，卡拉卻發現蒙艾已經和總裁助理伊芙·泰絲馬克走到一起。 |             |                                             |                             |                                                                                         |                |           |                       |
| 32 | 12          | 路瑟家族 Luthors                            | 塔妮安·麥吉爾南             | 羅伯特·羅夫諾 & 辛蒂·利奇曼                                                             | 2017年2月13日  | T13.20162 | 2.52                  |
| 莉莉安即將移送法庭審判前，卡拉鼓勵莉娜去和母親會面來彌補母女關係，而莉娜和母親會面時卻得知，自己其實是父親萊昂內和外遇所生下的孩子。同一天，在監獄的科本收到不明人士寄來的一塊氪石而重獲能力，並在法庭指證上發動攻擊，最後和莉莉安一起逃之夭夭。這時，警方調閱企業的監視錄影發現是莉娜偷走氪星石，瑪姬於是依法逮捕莉娜。卡拉堅信朋友莉娜和此事無關，卻發現除了自己以外無人相信她，於是開始著手調查真相。科本闖進監獄劫走莉娜，而莉莉安將她帶到雷克斯名下的軍事基地，用莉娜身體裏的路瑟家族基因掌紋打開雷克斯被捕前創造的科技，打算靠這些儀器來讓卡德摩斯組織東山再起。卡拉發現偷走氪星石的真兇為亨肖，最後通過氪星石的能量信號找到了基地的位置。卡拉直接飛過去救莉娜，但溫發現為科本供能的氪星石為人工合成，並因為科本的過度使用而造成能量不穩定。莉莉安取得所需資源後和亨肖逃跑，科本由於不聽勸而執意不停地攻擊，卡拉帶著莉娜逃出基地，而科本也隨著能量失控而炸死在基地裏。第二天，莉娜被澄清罪名後感謝卡拉的不離不棄，並開始回憶起自己走進路瑟家族的第一天，單單用一盤棋就擊敗過哥哥雷克斯。卡拉得知蒙艾恢復單身，剛想和他表白時，一個自稱「怪傑先生」的神秘男子突然現身… |             |                                             |                             |                                                                                         |                |           |                       |
| 33 | 13          | 兩廂情願 Mr. & Mrs. Mxyzptlk                | 史蒂凡·帕希森斯基           | 潔西卡·奎勒 & 史塔林·蓋茨                                                               | 2017年2月20日  | T13.20163 | 2.24                  |
| 怪傑先生一出現就立即對卡拉求婚，感到不知所措的卡拉只能拒絕他，但怪傑先生卻將其當成挑戰，聲言自己無論如何都會讓她答應。蒙艾因為產生嫉妒而打算採取達薩姆星的方式親自殺死他，但怪傑先生卻越玩越瘋狂，通過引出和打跑重生的寄生蟲來對卡拉證明自己。蒙艾為了速戰速決而企圖通過一個能夠抑制怪傑先生能力的裝置來殺他，卻因為大意而失敗，卡拉現身後突然答應自己會嫁給他。隔天，怪傑先生照卡拉的要求來到孤獨堡壘，但後來發現自己還是中卡拉的計，於是在憤怒下展開魔法攻擊。卡拉通過啟動堡壘自爆程序的激將法，引誘怪傑先生用他看不懂的氪星文來倒寫其姓名，導致怪傑先生開始被自動送回五維空間。怪傑先生表示自己是真心相愛，但卡拉最後提醒他“強求之愛永遠不會如意”。事情結束後，所有人開始為情人節做準備，艾莉絲本來打算隆重慶祝自己和瑪姬的戀情，瑪姬原本因為小時候性取向遭人揭發乃至被父親趕出家門之陰影而拒絕，但她最後還是想開而和艾莉絲一起舞會。溫自從在酒吧裏認識一名來自「星之港」的外星女孩萊拉，開始鼓起勇氣約她到人類餐廳約會。而蒙艾來到卡拉的家中對自己之前的衝動和無禮道歉後，但卡拉表明自己只是演戲來趕跑怪傑先生。如今阻礙消失，卡拉和蒙艾終於互相敞開心胸、深情接吻。 |             |                                             |                             |                                                                                         |                |           |                       |
| 34 | 14          | 回家之日 Homecoming                         | 赖瑞·滕                     | 凱特琳·帕瑞席 & 德瑞克·賽門                                                             | 2017年2月27日  | T13.20164 | 2.17                  |
| 溫追查到卡德摩斯組織派出去的車隊，卡拉於是和喬恩共同劫住車隊，卻在貨車中發現滿身是傷的傑瑞麥被關在裏面。卡拉將他救回行動局後，艾莉絲欣喜若狂地迎接父親歸來，傑瑞麥療完傷後彙報組織已經通過吸收卡拉的熱射線而做出一個聚變炸彈。事後，卡拉和艾莉絲通知伊莉莎前來和父親團圓，原本一家人經過多年分離終於聚在一起，但蒙艾突然感覺到傑瑞麥是故意被放回來的“特洛伊木馬”，於是開始暗中盯著他的一舉一動。隔天，傑瑞麥請求喬恩讓自己複職，而蒙艾借溫的幫助發現耶利米在私自查看行動局主電腦；在產生誤會之下，卡拉和艾莉絲之間也引發不小的分歧。夜裏，卡拉和艾莉絲帶隊來到傑瑞麥彙報的炸彈地點，來到後卻發現空無一物；與此同時，傑瑞麥回到地下主電腦旁開始複製資料，喬恩發現他不對勁而試圖阻止他，卻發現他的右臂已經改造成為機械手。傑瑞麥複製完資料後逃跑，卡拉和艾莉絲通過溫安裝的追蹤器，發現他和莉莉安和亨肖在樹林裏接頭。亨肖炸毀附近的火車橋樑來調離卡拉，而艾莉絲面對叛逃的父親卻無法開槍，最後只能任由他逃跑。事後，卡拉和艾莉絲姐妹雙雙因為父親的背叛而大受打擊，但溫彙報說傑瑞麥已經從行動局系統中偷走全地球外星人註冊表，讓組織洞悉每一個外星人的所在位置。 |             |                                             |                             |                                                                                         |                |           |                       |
| 35 | 15          | 出埃及記 Exodus                             | 麥可·艾勞維茲               | 寶拉·尤 & 艾瑞克·卡拉斯科                                                               | 2017年3月6日   | T13.20165 | 2.18                  |
| 卡德摩斯得到外星人註冊表後，開始全力綁架全國各地的外星人，就連外星人酒吧都受到牽連，裏面的所有外星人、包括萊拉均被抓走。由於組織藏身處無跡可尋，艾莉絲因為事情是自己父親所導致而陷入焦躁，不僅在偵訊敵方時失控、還對相信父親的選擇左右為難，而喬恩認為艾莉絲開始動用私人情緒而只好將她停職。卡拉打算通過寫文章來警告外星人關於註冊表洩漏的事情，卻被史奈普接二連三地拒絕刊登，最後為了堅持自己的理念而私自通過網絡發佈文章。文章的發佈使得莉莉安決定提早行動，而獨自上陣的艾莉絲追查到組織藏身的飛機庫後，走進去對傑瑞麥自行投降。傑瑞麥解釋自己為了她和卡拉的安危才向組織妥協，並交代自己已經儘量保住所有外星人的命，打算將它們通過一架太空梭送至宇宙邊疆。當艾莉絲通過引爆地雷來反擊時，傑瑞麥也決定不再助紂為虐而幫艾莉絲拖住亨肖。這時，卡拉通過莉娜的幫助找到飛機庫的位置，但此時太空梭開始飛至天際，卡拉只能以全身力氣才阻止太空梭發射出大氣層。事後，組織依然逃之夭夭，萊拉等所有外星人全部獲得自由，但卡拉因為違反守則私自發佈文章而被史奈普開除。雖然失去工作，但蒙艾告訴卡拉可以用女超人身份作為職位。與此同時，兩名神秘外星領袖化身為人類的形態，正式抵達地球外圍。 |             |                                             |                             |                                                                                         |                |           |                       |
| 36 | 16          | 流星之戀 Star-Crossed                       | 約翰·曼德林                 | 凱蒂·蘿絲·羅傑斯 & 潔絲·卡多斯                                                          | 2017年3月20日  | T13.20166 | 2.07                  |
| 神秘外星領袖對地球指明要蒙艾·艾爾，而蒙艾決定向他們投降後被傳送到對方的宇宙船上，但卡拉因為擔心他而一同傳送上去。外星領袖表露身份為瑞雅女王和拉爾·甘德國王，達薩姆星王者，也是蒙艾的親生父母。蒙艾最終對卡拉坦白他其實是從達薩姆星上落跑的王子，這讓卡拉無法接受，回去地球後和他一刀兩斷。之後，瑞雅親自前來找卡拉，希望她能說服蒙艾能一同回去如今恢復文明的達薩姆星統治。即便蒙艾最終對他的父母表明自己不想離開地球、並希望父母從此不要回來找他，但卡拉最後還是沒有原諒他的謊言。與此同時，溫一晚和萊拉偷偷潛入閉館的美術館後，一副名畫的離奇失蹤導致溫被當成嫌犯。溫得知案件和能夠在監控中隱形的萊拉有關後，不想放棄戀人而去找她對峙，卻發現她偷畫是為了營救被一夥倒賣藝術品的外星團夥挾持的弟弟巴斯蒂安。溫為了幫助萊拉而釋放她，拿著一副仿製品名畫前去交易，最後爭取到時間後叫來詹姆斯和行動局一起抓獲團夥。塞巴斯蒂安成功獲救，萊拉因此感謝溫，而溫也用自己的經歷來提議卡拉學會原諒。隔天，行動局逮捕一個神秘男性囚犯，但他卻對卡拉實施某種催眠而使她昏迷不醒，並最後穿越至地球一號尋找閃電俠。而陷入昏迷的卡拉在一個十九世紀的夜間俱樂部醒來後，發現自己成為一個女歌手……註：此集結尾會在《閃電俠》第三季第十七集的音樂劇連動集《二重奏》中延續。                                                                                   |             |                                             |                             |                                                                                         |                |           |                       |
| 37 | 17          | 遙不可及 Distant Sun                        | 凱文·史密斯                 | 蓋博瑞·拉納斯 & 安娜·馬斯基·古德溫                                                      | 2017年3月27日  | T13.20167 | 2.21                  |
| 宇宙中突然出現針對殺死女超人的高額懸賞，導致卡拉遭受多個外星賞金獵人的攻擊，當蒙艾開始懷疑這是始終打算帶自己回達薩姆星的父母所為時，而喬恩通過心電感應審訊一個能夠通過大腦操縱他人的外星賞金獵人後，證實懸賞是瑞雅女王所放出。堅信人性本善的卡拉決定陪蒙艾和瑞雅談一談，但瑞雅因為無法承受兒子選擇卡拉，而拿起氪石制的武器對她發起攻擊。就在卡拉不敵時，蒙艾為了保護卡拉而答應和她一起回去，剛回到宇宙船上就被瑞雅關起來閉門思過。這時，瑪斯汀總統為了不引起爭端而命令喬恩不准和達薩姆星人接觸，喬恩看在卡拉苦苦哀求之下，只好違抗命令一同用傳送門來到宇宙船上拯救蒙艾。在兩方互不謙讓的戰鬥中，跟懸賞毫無瓜葛的拉爾國王選擇尊重兒子的選擇，讓所有人平安回去地球。喬恩和瑪斯汀解釋經過，但瑪斯汀在視訊結束後突然露出自己的外星人真面目。另一方面，瑪姬巧遇自己的前女友愛米莉，艾莉絲在兩者多次的尷尬場面中得知瑪姬其實曾經背著愛米莉出過軌而分手，但她考慮到瑪姬因為童年陰影而恐懼坦誠實情，於是幫助她和愛米莉釋盡前嫌。當晚，拉爾準備好陪妻子回去母星時，依然執迷不悟的瑞雅因為受不他的背叛，於是一刀將丈夫親手刺殺身亡，隨後決定向地球宣戰。 |             |                                             |                             |                                                                                         |                |           |                       |
| 38 | 18          | 王牌記者 Ace Reporter                       | 艾門·V·卡沃基恩             | 寶拉·尤 & 凱特琳·帕瑞席                                                                 | 2017年4月24日  | T13.20168 | 1.80                  |
| 莉娜邀請卡拉前去自己的前男友、斯菲爾科技總裁傑克·斯菲爾舉行的新聞發佈會，傑克為會場眾多記者展示自己的成果「生極」（Biomax）：能夠治療任何人體疾病的納米科技。在發佈會之後，一名公司技術人員突然找上卡拉，對她透漏說生極的人體實驗其實是偽造，而一大群納米蟲突然襲來炸毀汽車，殺死該線人、唯獨只有卡拉平安無事。為了搜集更多的證據，卡拉趁傑克去和莉娜約會時，和蒙艾潛入他公司的辦公室查看電腦，並發現一段傑克用自身來做人體實驗的視頻。卡拉將視頻展示給莉娜後，莉娜為了親自證實而跑去找傑克，卻發現他實際上是遭受公司財務長貝絲·布林的操縱。貝絲供述傑克因為發現生極有剝奪自由意志的副作用而打算終止計畫，自己為了保住投資金錢才出此下策。女超人到場後卻被傑克的納米蟲封死行動，莉娜擊敗貝絲後奉傑克的心願，忍痛停止納米蟲活動後救下女超人、卻也讓傑克送命。貝絲被逮捕，卡拉用心安慰處於悲痛的莉娜後，因為幫史奈普搶到獨家新聞而得到複職、並頭一次得到他的認可。另一邊，詹姆斯對溫還是和萊拉在一起而感到不解，但後來還是決定網開一面，而邀請萊拉加入自己的團隊一同作戰。夜晚，瑞雅突然化身成人類來到莉娜的辦公室會見她，聲稱打算和她談一筆交易。 |             |                                             |                             |                                                                                         |                |           |                       |
| 39 | 19          | 拯救艾莉絲 Alex                             | 羅伯·格林李                 | 艾瑞克·卡拉斯科 & 葛雷格·鮑德溫                                                         | 2017年5月1日   | T13.20169 | 1.75                  |
| 卡拉和瑪姬因為救人方式不對盤而發生爭吵時，艾莉絲突然被不明人士綁架，囚禁在一個被鋼化玻璃罩住的籠子裏。綁匪用艾莉絲來脅迫身為女超人的卡拉，在三十六小時以內釋放一位叫彼得·湯普森的終身監禁囚犯。通過查找彼得的探監記錄，卡拉發現綁匪的身份為瑞克·梅爾文，彼得的親生兒子，同時也是她和艾莉絲的家鄉老同學。瑞克被抓回行動局後供述自己只是想和獲得自由的父親團圓，於是才向藉助卡拉的力量來將父親帶出監獄。艾莉絲通過網絡位置發出求救信號，卡拉於是沒多想就沖過去，到達後卻發現還是中計，反而導致艾莉絲的籠子將在四小時內被灌滿水。瑪姬因此責怪卡拉一直火上澆油，卡拉也領略到是她過於莽撞行事所造成的嚴重後果。瑪姬決定兌現瑞克的要求而獨自進監獄放出湯普森，但卡拉到場制止她後，說服湯普森不要讓兒子為了他取走一條人命。通過湯普森告知的可能囚禁著艾莉絲的地點，而卡拉和瑪姬在千鈞一髮之際救出即將被淹死的艾莉絲。事後，喬恩清除瑞克的相關記憶後將他移送法辦，卡拉和瑪姬也釋盡前嫌。另一方面，莉娜和瑞雅合作商量一件能夠傳送各種物質的傳送門裝置時，莉娜雖然得知瑞雅是外星人，但看在她給自己一種母親認可的感覺後，還是決定跟她繼續合作。 |             |                                             |                             |                                                                                         |                |           |                       |
| 40 | 20          | 無家可歸 City of Lost Children              | 班·布雷                     | 劇本創作 ：羅伯特·羅夫諾 故事構思 ：蓋博瑞·拉納斯 & 安娜·馬斯基·古德溫                  | 2017年5月8日   | T13.20170 | 1.88                  |
| 詹姆斯救人時發現受害人反而對自己產生恐懼，逐漸對守護者使命喪失信心。這時，行動局開始調查一位用念力襲擊廣場的神秘女子時，詹姆斯前去調查女子的家中找到她的兒子馬庫斯，發現他們母子倆是一向和平處事、如今流亡至地球的外星種族「佛里星人」。馬庫斯除了詹姆斯以外不肯跟任何人說話，詹姆斯於是將他帶到公司裏照顧，期間和他產生一點父子般的情誼。但這時，瑞雅和莉娜測試完成的物質傳送門時，改變大氣能量的同時造成馬庫斯向母親一樣發動攻擊，直到大門關閉才讓馬庫斯停止。眾人發現他母親並不是有意攻擊後，馬庫斯將詹姆斯帶去見他的母親、以及數十名來到地球避難的佛里星人。當卡拉等人得知這是和莉娜在一起的瑞雅所為後，立刻趕到傳送門研究基地制止瑞雅。但瑞雅強行開啟傳送門，使得所有佛里星人再次受輻射影響而準備攻擊，詹姆斯以父子情誼才喚醒馬庫斯與其他人。卡拉等人無法阻止傳送門時，喬恩也被瑞雅用儀器打敗，蒙艾原本一槍就能阻止母親卻無法下手。這時，宇宙各處的幾百架達薩姆星艦通過傳送門蒞臨至地球上，瑞雅欲將地球殖民改造為一顆新「達薩姆星」後，隨後便和蒙艾與莉娜一起傳送回自己的母船上。而全體國際市的市民們，目睹幾百架宇宙船停留在城市的空中…… |             |                                             |                             |                                                                                         |                |           |                       |
| 41 | 21          | 反抗 Resist                                 | 米莉森·薛頓                 | 潔西卡·奎勒 & 德瑞克·賽門                                                               | 2017年5月15日  | T13.20171 | 1.93                  |
| 達薩姆星人大舉入侵並佔領國際市，開始攻擊並扣留市民，而行動局同樣也受到襲擊，艾莉絲疏散基地後集體撤離至外星人酒吧安排下一步。瑞雅決定征服地球前，決定將蒙艾嫁給莉娜以延續她的後代時，瑪斯汀總統和久違的凱特乘坐空軍一號趕到城市上空，聯合要求瑞雅撤軍並離開地球。瑞雅下令擊毀空軍一號時，卡拉飛上去救下凱特，而同時也發現瑪斯汀實為外星人。回到酒吧後，瑪斯汀對所有人坦白她是來自杜蘭星的難民，家鄉同樣被外來敵軍佔領後逃亡至地球，並命令艾莉絲回去行動局開啟唯一能夠擊毀達薩姆星母船的大炮。卡拉恐懼母船毀滅會牽連蒙艾和莉娜，在凱特的點醒下決定找敵人的敵人—莉莉安和亨肖合作，來到孤獨堡壘中運用為幻影區使用的傳送裝置將她們送上飛船。凱特和溫回到公司大樓，通過全城直播呼籲所有市民團結一致，成功發動起義來反抗入侵者。因為如此，蒙艾和莉娜的婚禮遭打斷，她們倆暗中逃出後和卡拉等人回合，但莉莉安卻只帶著莉娜傳送回去。卡拉因想好對策而遙控亨肖的機器身再次打開傳送門，將蒙艾送回去後決定獨自去勸阻瑞雅和平投降。這時，艾莉絲和瑪姬溜回行動局開啟大炮時，因為卡拉還在上面而無法下手。突然間，大炮被摧毀，卡拉和瑞雅對峙時，被她洗腦並操控的超人開始攻擊卡拉。 |             |                                             |                             |                                                                                         |                |           |                       |
| 42 | 22          | 誓不罷休 Nevertheless, She Persisted        | 葛倫·溫特                   | 劇本創作 ：安德魯·克瑞斯伯格 & 潔西卡·奎勒 故事構思 ：羅伯特·羅夫諾 & 凱特琳·帕瑞席     | 2017年5月22日  | T13.20172 | 2.12                  |
| 超人被瑞雅用銀氪石擾亂感官，將面前的卡拉錯認成薩德將軍，卡拉費盡全力擊敗克拉克，將他送往孤獨堡壘裏靜養。卡拉最終決定向瑞雅下戰書，採用達薩姆星最傳統的生死決鬥，讓贏家決定地球的命運。莉莉安為了以防萬一，與莉娜和溫安置一部能擴散出對達薩姆星人致命的鉛氣體裝置，卡拉發現如出此下策會迫使蒙艾一同離開地球，於是暗中得到啟動裝置的遙控器。在卡拉和瑞雅的比武中，落敗的瑞雅卻違背誓言、繼續攻擊地球，梅根一度帶領火星忠誠者重返地球，協助喬恩恢復清醒並共同對抗敵人。卡拉被迫啟動裝置，使所有達薩姆星人集體撤出地球逃亡，而瑞雅被族人丟下後吸入過量鉛氣體致死。由於蒙艾也開始呼吸困難，卡拉只好忍痛和他含淚訣別後，用他來到地球時的太空艙將他送離地球。人類成功奪回家園，獨自邀功的莉莉安銷聲匿跡。其他英雄各奔東西，艾莉絲正式向瑪姬求婚。唯獨因愛人離去而痛不欲生的卡拉，受到複職的凱特的安慰後開始慢慢振作；而凱特似乎從頭到尾都知道卡拉是女超人。困在宇宙中無處可去的蒙艾，最後掉進一個宇宙蟲洞不知去向。回到35年前，氪星毀滅之日，一個「氪星嬰兒」於克拉克和卡拉被送出氪星的同一時間被送至地球，被一夥不明派系的祭司們註定牠將會“主宰”地球。 |             |                                             |                             |                                                                                         |                |           |                       |

## 收視
| 總集數 | 集數 | 標題                 | 播出日期       | 收視／份額 （18–49歲） | 收視 （百萬） | DVR （18–49歲） | DVR收視 （百萬） | 加總 （18–49歲） | 總收視 （百萬） |
| ------ | ---- | -------------------- | -------------- | ---------------------- | ------------- | --------------- | ---------------- | ---------------- | --------------- |
| 21     | 1    | 女超人歷險記（The Adventures of Supergirl）     | 2016年10月10日 | 1.1/3                  | 3.06          | TBD             | TBD              | TBD              | TBD             |
| 22     | 2    | 最後的氪星子民（The Last Children of Krypton）   | 2016年10月17日 | 0.9/3                  | 2.66          | TBD             | 1.42             | TBD              | 4.08            |
| 23     | 3    | 歡迎蒞臨地球（Welcome to Earth）     | 2016年10月24日 | 0.8/3                  | 2.66          | TBD             | 1.37             | TBD              | 4.03            |
| 24     | 4    | 倖存者（Survivors）           | 2016年10月31日 | 0.6/2                  | 2.22          | 0.6             | 1.59             | 1.2              | 3.80            |
| 25     | 5    | 交火（Crossfire）             | 2016年11月7日  | 0.7/3                  | 2.47          | 0.7             | 1.71             | 1.4              | 4.18            |
| 26     | 6    | 瞬息萬變（Changing）         | 2016年11月14日 | 0.7/3                  | 2.43          | 0.6             | 1.42             | 1.3              | 3.85            |
| 27     | 7    | 黑暗煉獄（The Darkest Place）         | 2016年11月21日 | 0.9/3                  | 2.63          | 0.5             | 1.35             | 1.4              | 3.98            |
| 28     | 8    | 美杜莎（Medusa）           | 2016年11月28日 | 1.1/4                  | 3.53          | 0.8             | 1.76             | 1.9              | 5.29            |
| 29     | 9    | 女超人重生記（Supergirl Lives）     | 2017年1月23日  | 0.8/3                  | 2.65          | TBD             | 1.48             | TBD              | 4.13            |
| 30     | 10   | 英雄大集結（We Can Be Heroes）       | 2017年1月30日  | 0.7/3                  | 2.35          | 0.5             | 1.40             | 1.2              | 3.75            |
| 31     | 11   | 火星編年史（The Martian Chronicles）       | 2017年2月6日   | 0.7/3                  | 2.43          | TBD             | 1.38             | TBD              | 3.81            |
| 32     | 12   | 路瑟家族（Luthors）         | 2017年2月13日  | 0.8/3                  | 2.52          | TBD             | TBD              | TBD              | TBD             |
| 33     | 13   | 怪傑先生與小姐（Mr. & Mrs. Mxyzptlk）   | 2017年2月20日  | 0.7/3                  | 2.24          | TBD             | 1.30             | TBD              | 2.53            |
| 34     | 14   | 父親回家（Homecoming）         | 2017年2月27日  | 0.7/1                  | 2.17          | TBD             | TBD              | TBD              | TBD             |
| 35     | 15   | 出地球記（Exodus）         | 2017年3月6日   | 0.7/3                  | 2.18          | 0.5             | 1.28             | 1.2              | 3.46            |
| 36     | 16   | 愛情詛咒（Star-Crossed）         | 2017年3月20日  | 0.6/2                  | 2.07          | 0.6             | 1.43             | 1.2              | 3.50            |
| 37     | 17   | 遙不可及（Distant Sun）         | 2017年3月27日  | 0.7/3                  | 2.21          | TBD             | 1.28             | TBD              | 3.49            |
| 38     | 18   | 王牌記者（Ace Reporter）         | 2017年4月24日  | 0.5/2                  | 1.80          | TBD             | TBD              | TBD              | TBD             |
| 39     | 19   | 拯救艾莉絲（Alex）       | 2017年5月1日   | 0.5/2                  | 1.75          | 0.4             | 1.26             | 0.9              | 3.00            |
| 40     | 20   | 失落兒童之城（City of Lost Children）     | 2017年5月8日   | 0.6/3                  | 1.88          | TBD             | 1.19             | TBD              | 3.07            |
| 41     | 21   | 反抗（Resist）             | 2017年5月15日  | 0.5/2                  | 1.93          | 0.5             | 1.29             | 1.0              | 3.22            |
| 42     | 22   | 不達目的誓不罷休（Nevertheless, She Persisted） | 2017年5月22日  | 0.6/2                  | 2.12          | 0.5             | 1.19             | 1.1              | 3.31            |
| 平均   | 平均 | 平均                 | 平均           | 0.7                    | 2.36          | 0.5             | 1.39             | 1.2              | 3.75            |

## 外部連結
- 官方网站 （英文）